# Carl Fraenkel
Carl Fraenkel (från 1912 Fraenken), född 2 maj 1861 i Charlottenburg, död 29 december 1915 i Hamburg, var en tysk bakteriolog.
Fraenkel blev 1884 medicine doktor, 1888 privatdocent i Berlin, 1889 extra ordinarie professor i hygien i Königsberg, 1891 ordinarie professor i Marburg och 1895 i Halle an der Saale. Han utövade en omfattande vetenskaplig verksamhet och utgav bland annat Grundriss der Bakterienkunde (1886, tredje upplagan 1890) och Atlas der Bakterienkunde (1889, andra upplagan 1895).